# Lemniscomys rosalia
Lemniscomys rosalia é uma espécie de roedor da família Muridae.
Pode ser encontrada nos seguintes países: Angola, Botswana, Quénia, Malawi, Moçambique, Namíbia, África do Sul, Essuatíni, Tanzânia, Zâmbia e Zimbabwe.
Os seus habitats naturais são: savanas húmidas e terras aráveis.